# Capito quinticolor
Capito quinticolor е вид птица от семейство Capitonidae. Видът е световно застрашен, със статут Уязвим.

## Разпространение
Видът е разпространен в Еквадор и Колумбия.